# Arnaldo Carli
Arnaldo Carli (Milà, 30 de juliol de 1901 - Corsico, 14 de setembre de 1972) va ser un ciclista italià, que fou professional entre 1924 i 1931.
El seu principal èxit esportiu fou la medalla d'or aconseguida als Jocs Olímpics d'Anvers de 1920 en l'especialitat de persecució per equips, junt a Primo Magnani, Franco Giorgetti i Ruggero Ferrario.

## Resultats al Giro d'Itàlia
- 1926. Abandona
- 1931. Abandona